# Ca l'Estanyol
Ca l'Estanyol és un casal al nucli de Monells (Baix Empordà) catalogat a l'Inventari del Patrimoni Arquitectònic de Catalunya.
Ca l'Estanyol és al nord-est de l'església parroquial de Monells, al veïnat de la Riera. És un casal de grans dimensions, format per la unió de diverses construccions. Hi ha dues parts diferenciades, una de pedra vista, formada per l'annexió de diversos cossos i una altra, arrebossada i pintada exteriorment, que presenta elements de diverses èpoques (segles XVI-XVII-XIX…), el més remarcable dels quals és el pati central, que conserva un gran portal d'arc de mig punt adovellat, amb la data del 1588, el nom de Pauli Papi i l'anagrama IHS, i dues obertures de tipologia renaixentista, allindanades i amb guardapols, que presenten mènsules amb relleus que figuren caps alats. Hi apareix el mateix nom del portal i les dates del 1591 i el 1604. Un altre element digne d'esment és la façana principal, que conserva un escut amb dos peixos a la part baixa, i un ànec nedant i una estrella a la part superior. Les teulades, situades a diverses alçades, són una, dues i quatre vessants.
Aquest edifici fou en l'origen el casal de la família Estanyol, segons indica l'escut conservat a la façana principal. Ca l'Estanyol data del segle xvi, època de la qual es conserven diversos elements (dates 1588 i 1591), encara que ha estat molt reformada en èpoques posteriors, principalment cap a la fi del segle xix, quan va realitzar-s'hi una intervenció important, amb criteris historicistes d'inspiració gòtica i romànica. Aquesta casa va ser cedida el 1922 a la Diputació de Girona pel filantrop Albert de Camps i Armet i des del 1941 ha estat dedicada, juntament amb les dependències i terres annexes, a usos socials. Amb el nom de granja Camps i Armet hi ha una part de la finca dedicada a l'ensenyament de tècniques agrícoles, i el casal va ser inaugurat el 28 de juny de 1984 com a casa de colònies de la Generalitat de Catalunya, cedit per la Diputació de Girona.